# ご挨拶
『ご挨拶』（ごあいさつ）は、1991年公開の日本のオムニバス映画。
公開後の1992年7月22日にVHSが発売されたが、DVD化は2021年現在されていない。

## ストーリー
第1話「イロイロ、ありまして」
第2話「佳世さん」
第3話「NOW IT'S MOMENT IN OUR LIFE !!」

## キャスト
第1話「イロイロ、ありまして」
- 米倉正義：蟹江敬三
- 岡本昌代：真行寺君枝
- 瀬田香織：林美里
- 大田原裕美子：中島唱子
- 人事課の担当者：蓮舫（友情出演）
- 長谷部光男：大出俊
- 橋本ユキ：杉浦幸
- コートの男：安田伸
- 水谷健一郎：寺田農

第2話「佳世さん」
- 白井秀子：米山曼舞子
- 佐藤佳代：喜多川正子
- ハンコ屋の親父：高原駿雄
- 駅員・宮川：三浦賢二

第3話「NOW IT'S MOMENT IN OUR LIFE !!」
- 村井啓子：桃井かおり
- 高杉修二：奥田瑛二
- 宮本英明：イッセー尾形
- 曾根田豊：古尾谷雅人
- 村瀬邦夫：赤塚真人
- 釣り堀の男：中村嘉葎雄

## スタッフ
- 製作総指揮：櫻井五郎
- 監修：酒井政利
- 企画：稲垣博司、長根尾寿美江
- プロデューサー：森光正、島田十九八、杉山恵、山本興三廣

第1話「イロイロ、ありまして」
- 監督・脚本：寺田敏雄
- 撮影：福本文一
- 美術：村木忍
- 編集：阿部浩英
- 音楽：梅林茂

第2話「佳世さん」
- 監督・脚本：市川準
- 撮影：小林達比古
- 美術：丸山裕司
- 編集：阿部浩英
- 音楽：鈴木さえ子

第3話「NOW IT'S MOMENT IN OUR LIFE !!」
- 監督：モモイ・カオリ
- 脚本：寺田敏雄
- 撮影：鈴木達夫
- 美術：村木忍
- 編集：高島健一
- 音楽：梅林茂